# مطار كلاجوكي
مطار كلاجوكي (بالإنجليزية: Kalajoki Airfield)‏ (إيكاو: EFKO) هو مطار في كلاجوكي، فنلندا، يبعد حوالي 3 ميل بحري (6 كـم؛ 3 ميل) غرب وجنوب غرب وسط مدينة كالاجوكي.

## روابط خارجية
- VFR Suomi / فنلندا - مطار كالاجوكي
- Lentopaikat.net - مطار كالاجوكي باللغة الفنلندية